# Moucheture jaune de la vigne
La moucheture jaune de la vigne est une maladie virale qui affecte la vigne (Vitis vinifera). Cette maladie, relativement mineure, se manifeste par l'apparition de petites taches jaunes sur le limbe des feuilles. Elle est due à deux viroïdes indépendants, Grapevine yellow speckle 1 viroid (GYSVd-1, viroïde 1 de la moucheture jaune de la vigne) et Grapevine yellow speckle 2 viroid (GYSVd-2, viroïde 2 de la moucheture jaune de la vigne).
Ces viroïdes, qui n'ont pas d'autres plantes-hôtes naturelles connues en dehors de la vigne, ont une répartition cosmopolite et ont été signalés dans des vignobles de tous les continents.
Ce sont les seuls viroïdes, parmi les six qui ont été répertoriés chez la vigne, susceptibles de provoquer une maladie caractérisée mais fugace, appelée « moucheture jaune ». Cette maladie a été décrite pour la première fois en Australie en 1972 par Taylor et Froodham.
Les symptômes de la moucheture jaune de la vigne, quand ils sont visibles, apparaissent le plus souvent à la fin de l'été et sont constitués de minuscules taches jaune-chrome, plus ou moins nombreuses, dispersées sur tout ou partie de la surface du limbe foliaire, ou rassemblées le long des nervures principales pour former un motif de bandes nervaires ou liseré nervaire. Ce sont des symptômes souvent temporaires qui ne se manifestent que dans certaines conditions climatiques.
On ne connait aucun organisme vecteur de cette maladie. La contamination se fait par inoculation mécanique, notamment à l'occasion d'opération de taille, par greffage ou par la distribution de plants ou greffons contaminés. Cette propagation est d'autant plus difficile à prévenir que la plupart des variétés de greffons européennes et tous les porte-greffes américains ne présente souvent aucun symptômes même s'ils sont porteurs des viroïdes.
Les symptômes de liseré nervaire (vein banding) sont supposés résulter d'une réaction synergique entre les viroïdes de la vigne (GYSVd-1 et GYSVd-2) et le virus du court-noué (GFLV, Grapevine Fan Leaf Virus). Ils peuvent entraîner des dégâts importants chez les variétés (cépages) sensibles, avec des pertes de fruits pouvant atteindre 80 %.